# Ceresium annulicorne
Ceresium annulicorne är en skalbaggsart som beskrevs av Ernst Friedrich Germar 1848. Ceresium annulicorne ingår i släktet Ceresium och familjen långhorningar. Inga underarter finns listade i Catalogue of Life.